# Physetobasis griseipennis
Physetobasis griseipennis là một loài bướm đêm trong họ Geometridae.